# جوليو ألفيس
جوليو ألفيس هو لاعب كرة قدم برتغالي في مركز الوسط، ولد في 29 يونيو 1991 في بوفوا دي فارزيم في البرتغال. شارك مع منتخب البرتغال تحت 20 سنة لكرة القدم ومنتخب البرتغال تحت 21 سنة لكرة القدم. أما مع النوادي، فقد لعب مع أتلتيكو مدريد وسبورتينغ لشبونة ب ونادي بشكتاش ونادي ريبيراو ونادي ريو أفي.

## وصلات خارجية
- جوليو ألفيس على موقع الاتحاد الدولي (مؤرشف)  (الإنجليزية)
- جوليو ألفيس على موقع اتحاد تركيا (لاعب) (الإنجليزية)
- جوليو ألفيس على موقع قاعدة بيانات كرة القدم.إي يو (الإنجليزية)
- جوليو ألفيس على موقع Soccerway.com (الإنجليزية)
- جوليو ألفيس على موقع عالم كرة القدم.نت (الإنجليزية)
- جوليو ألفيس على موقع AS.com (الإسبانية)